# Lena Stahl
Lena Stahl (* 15. August 1979 in Berlin) ist eine deutsche Regisseurin und Autorin.

## Leben und Karriere
Lena Stahl begann ihre Karriere in Skandinavien, wo sie von 2001 bis 2002 am European Film College in Dänemark studierte. Anschließend arbeitete sie mehrere Jahre in der Film- und TV-Branche in Schweden, Dänemark und Deutschland.
Von 2005 bis 2012 absolvierte sie an der Hochschule für Fernsehen und Film München (HFF) ihr Regie- und Drehbuchstudium. 2008 drehte sie, gemeinsam mit der Regisseurin Johanna Thalmann, den Dokumentarfilm Annas Garten über die Lebensgeschichte ihrer Großmutter. Ihr Abschlussfilm Alle Tage meines Lebens war u. a. 2011 für den Max-Ophüls-Preis nominiert und gewann mehrere internationale Preise.
Anschließend widmete sich Lena Stahl vornehmlich dem Drehbuchschreiben. Sie entwickelte Stoffe für Kino und Fernsehen, darunter eine Prime Time-Serie gemeinsam mit dem Drehbuchautor Bernd Lange und gemeinsam mit Karoline Herfurth und Monika Fäßler den Kinofilm Wunderschön.
Seit Herbst 2022 ist Stahl Mitglied der Deutschen Filmakademie.
Lena Stahl lebt mit ihrem Mann, dem Schauspieler Leopold Hornung, und den gemeinsamen zwei Kindern in Berlin und ist Gastdozentin an der HFF München.

## Auszeichnungen
- 2011: Nominierung Max Ophüls Preis für Alle Tage meines Lebens
- 2011: Nominierung „Bester Mittellanger Film“ Kinofest Lünen für Alle Tage meines Lebens
- 2012: Otto B. Roegele-Preis der Hochschule für Fernsehen und Film München
- 2012: 2. Platz beim Pro7/Sat.1 -Mainstreampreis für Blackout
- 2020: Nominierung Deutscher Filmpreis 2020 für Wunderschön
- 2021: Förderpreis Neues Deutsches Kino für Mein Sohn (Prädikat „Besonders Wertvoll“)
- 2023: International Emmy Award 2023 für Die Kaiserin
- 2024: Deutscher Fernsehkrimipreis 2024: Sonderpreis für das ganze Ensemble für den Tatort-Krimi Was ihr nicht seht

## Filmografie (Auswahl)
- 2002: Tre Kvinder (Kurzfilm) – Drehbuch/Regie
- 2006: Rote Linie (Kurzfilm) – Drehbuch/Regie
- 2008: Annas Garten – Drehbuch/Regie
- 2010: Alle Tage meines Lebens (Mittellanger Film) – Drehbuch/Regie
- 2015: Hangover in High Heels – Drehbuch
- 2021: Mein Sohn – Drehbuch/Regie
- 2021: Die Kaiserin – Drehbuch (mit anderen)
- 2022: Wunderschön  – Drehbuch
- 2023: Tatort: Was ihr nicht seht – Regie/Drehbuch